# 青地秀太郎
青地 秀太郎（あおち ひでたろう、1915年7月21日 - 1979年11月10日）は、日本の洋画家。岡山県岡山市出身。

## 人物
1915年、岡山県岡山市の農家に産まれる。幼少より絵を描くのを趣味としていた。第二岡山中学校に進学したが、絵に熱中しすぎた為、落第寸前となり私立の関西中学へ転校している。在学中は市内の絵画コンクールなどで常に入賞するなど、画家としての片鱗を覗かせていた。卒業後は画家を目指して上京し、川端画学校、本郷洋画研究所で学んだが、学費を支払う事が出来なくなり岡山県へ戻る。岡山では小林喜一郎主催の赤坂洋画研究所へ通った。同期生に中田政夫がおり、研究所では中田が塾頭、青地が青年隊長として研究所を盛り上げていた。研究所時代の1940年には「紀元二千六百年奉祝展」に入選している。
戦後の1950年には岡山医大の解剖学教室を描いた作品が日展特選を獲得し、一躍有名となった。その後は創元会に所属、活動を続け1962年に退会してからは絵画教室の講師や審査員として後継の指導にあたる傍ら、絵を描いた。
1965年ごろからは胃癌療養のため上高地へ移住し、日本の自然と四季を描き続けたが、癌が食道に転移してしまい、1979年11月に64歳で没した。

## その他
青地は色盲を理由に兵役を免除されている。岡山百店会季刊誌『おかやま百てん』ではこの件について「青地は後にカラーリストと呼ばれるほどの画家であり、検査にあたった教官が青地の画才を惜しみ、色盲と認定したのだろう」と推察している。

## 主な作品
創元会時代は古い建築物を大胆な構図で描き、質感や量感を魅せる絵を描いていたが、退会後は安井曾太郎の『霞沢岳』に感銘を受け、自然風景を描く作品が多く見られるようになっている。
- 『バラ』
- 『新雪の乗鞍岳』
- 『錦秋』